# Jane Aaron
Jane Frances Aaron (16 d'abril de 1948 - 27 de juny de 2015) va ser una cineasta i il·lustradora de llibres infantils estatunidenca, més coneguda pel seu treball a Between the Lions i Sesame Street. Aaron va barrejar plans d'acció en directe i imatges animades per ensenyar als nens l'alfabet, les habilitats de comptar i els oposats, com ara el davant i el darrere o ple i buit.

## Biografia
Jane Aaron va néixer el 16 d'abril de 1948 a Manhattan, filla de Sam Aaron i Florence Goldberg. Va estudiar a la High School of Music & Art i es va graduar a la Universitat de Boston amb una llicenciatura en belles arts. A més del seu treball d'animació, Aaron va il·lustrar la sèrie de llibres When I'm... escrita per Barbara Gardiner. També va treballar amb Oralee Wachter en dues pel·lícules sobre l'abús i la prevenció sexual infantil, No More Secrets for Me i Close to Home. Més tard, les pel·lícules es van convertir en llibres il·lustrats per Aaron.
Les pel·lícules independents d'Aaron s'han projectat a la Whitney Biennial i al Museum of Modern Art. Les col·leccions permanents de la seva obra existeixen al Museu d'Art Modern, al Museu Metropolitan d'Art, al Museu i Jardí d'Escultures Hirshhorn i al Centre d'Art Walker. Va rebre una beca Guggenheim el 1985.
Aaron es va casar amb Skip Blumberg el 17 de gener de 1988, amb qui va tenir un fill, Timothy Aaron. Va morir de càncer a Manhattan el 27 de juny de 2015, als 67 anys. A més del seu marit i el seu fill, li van sobreviure la seva mare i tres germans.